# Metria hyalina
Metria hyalina là một loài bướm đêm trong họ Erebidae.